# Shaul Mofaz
Shaul Mofaz (fil) (hebreiska: שאול מופז), född 4 november 1948 i Teheran, Iran, är en israelisk militär och politiker (Kadima), försvarsminister 2002–2006 och kommunikationsminister samt vice premiärminister från 2006 till 2008. Han och hans familj flyttade till Israel 1957. Han hette Shahrām Mofazzazkār (persiska: شهرام مفضض کار) innan han blev israelisk medborgare.

## Arbete

### Krig
Mofaz, som ursprungligen är invandrare från Iran, har som soldat bland annat stridit i sexdagarskriget 1967, Entebbe som medlem av Sayeret Matkal 1976 och som hög officer i Libanon 1982. Han blev brigadgeneral 1988, 1994–1996 var han chef för israeliska sydkommandot (omfattande bland annat Negev och Sinaihalvön-gränsen), 1998 utsågs han till överbefälhavare och 2002 till försvarsminister.
Han har fått ett flertal medaljer.

### Politik
Shaul Mofaz har tjänat fyra olika premiärministrar. Han var stabschef för premiärminister Benjamin Netanyahu från 1998, och sedan premiärminister Ehud Barak, därefter utsågs han till försvarsminister i regeringen med premiärminister Ariel Sharon (efter en regeringskris 2002). När Israels dåvarande premiärminister, Ehud Olmert, var pressad att avgå på grund av korruptionsanklagelser, meddelade Mofaz att han ställde upp som ny i ledningen av partiet. I Sverige har han bland annat hållit föredrag på Utrikespolitiska Institutet 2010. Mofaz hade en plan för en överenskommelse om en tvåstatslösning, som han försöker lansera även utanför Israel.
Mofaz, som räknas som en "hök", överraskade under 2005 - som en följd av de förnyade samtalen med palestinierna - med en rad uppseendeväckande beslut, då han avskedade den israeliske överbefälhavaren samt upphävde rivningspolitiken av terroristassocierade palestinska hus och bostäder.
Mofaz tillhörde först högerpartiet Likud, men gick sedan över till Kadima, även det ett högerparti, men som har en annan inställning i främst fredsfrågor. Han har distanserat sig från Tzipi Livni, som är partiledare.

## Familj
Shaul Mofaz är gift med Orit och har fyra barn. Under en period bodde familjen i Elkana, men flyttade därefter till Kochav Yair. Han har en civil utbildning i företagsekonomi från Bar-Ilan University i Israel. Som ung studerade han på en jordbruksskola, samtidigt som Moshe Dayan.

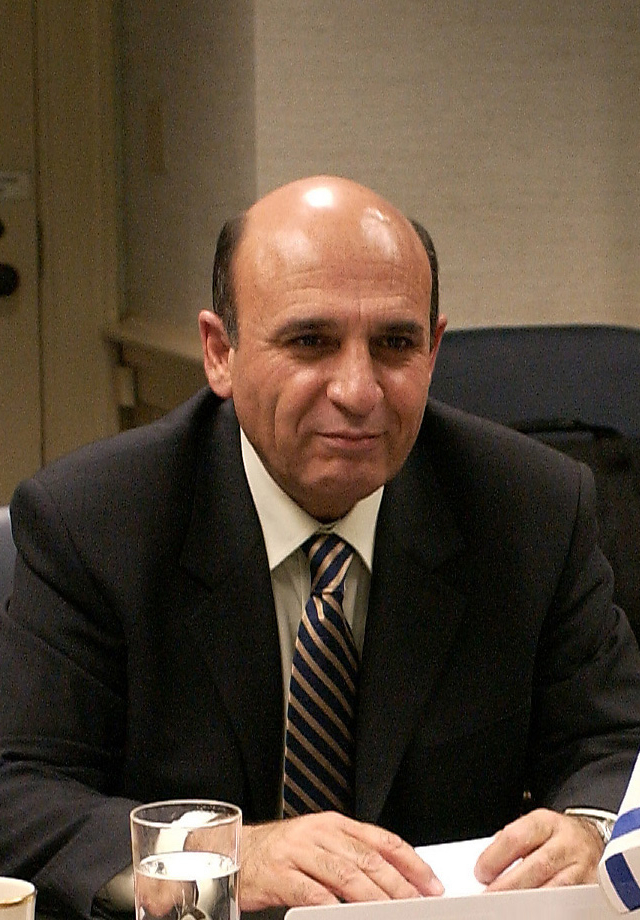
Shaul Mofaz
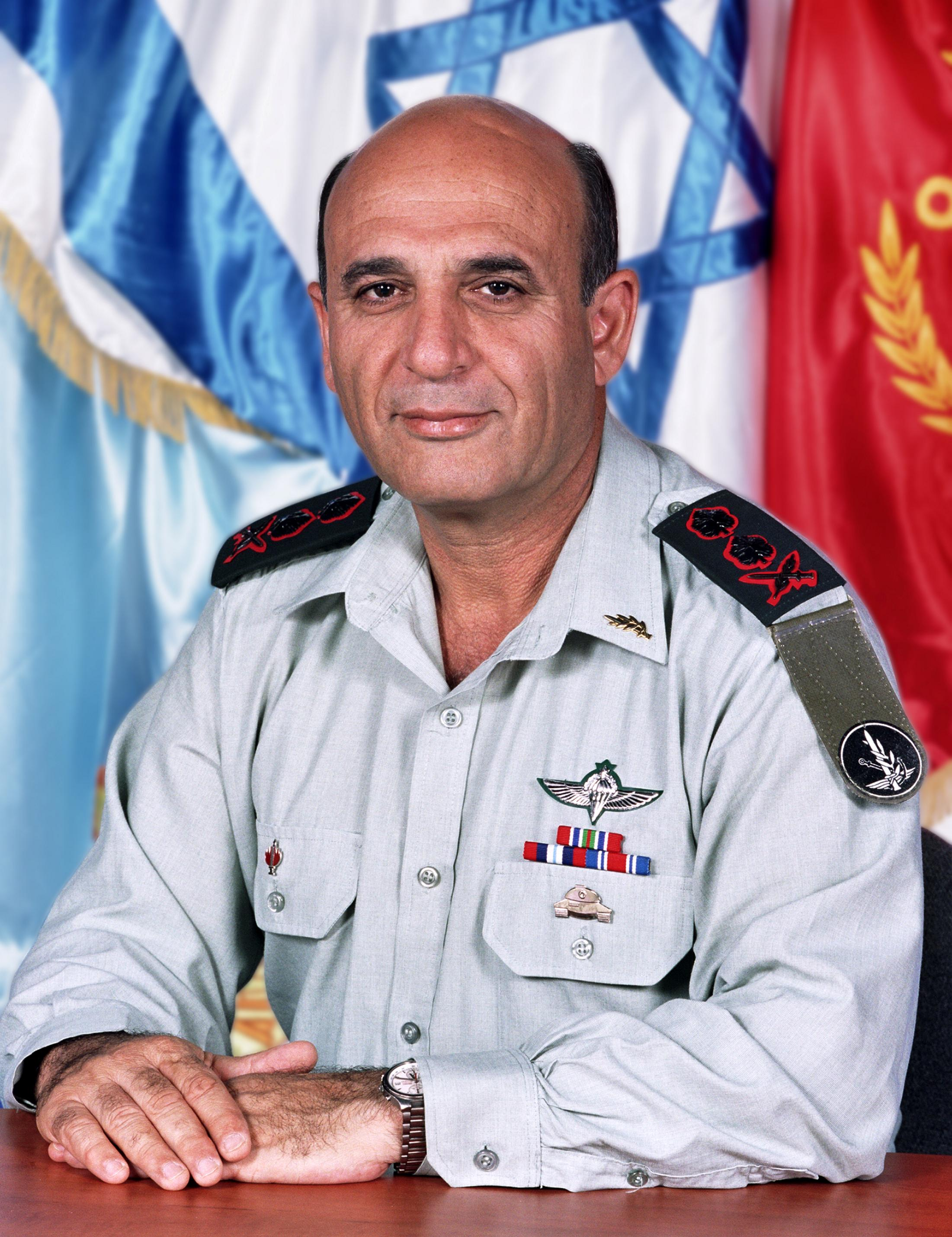
Shaul Mofaz